# Vibeke Jensdatter
Vibeke Jensdatter, född 1638, död 1709, dansk entreprenör. 
Dotter till rådman Jens Nielsen (död 1659) och Maren Jensdatter (död efter 1691) i Varde. Gift 1656 med köpman och rådman Laurids Christensen Friis (1619-1659) i Ribe. 
Som änka blev hon en av fyra kvinnor som drev export från Ribe. 1664 avslutade hon sina affärer efter att ha tjänat en stor förmögenhet som stadens fjärde största husägare. Från 1678 började hon med godsverksamhet: 1686 förvärvade hon godset Vardho som pant efter att ha satt ägaren, den adliga änkan Vibeke Rosenkrantz i gäldfängelse. Hon var en av Danmarks mest framstående entreprenörer.